# کلیولند ۶۲۹۶
سیارک ۶۲۹۶ (به انگلیسی: 6296 Cleveland، نامگذاری:1988NC) شش هزار و دویست و نود و ششمین سیارک کشف شده‌است که در ۱۲ ژوئیه ۱۹۸۸ کشف شد.
قدر مطلق سیارک برابر ۱۳٫۶۰ و قدر مطلق آن نیز ۹۴۹.۸۰۸۷۰۴۶ است.